# Антипаксос
Антипаксос (грец. Αντίπαξος) — грецький острів в Іонічному морі.

## Географія
Один з Іонічних островів. Площа острова — 5 км². географічно розташований приблизно в 3 кілометрах на південь від Паксосу.
Згідно перепису населення 2001, на острові проживало 64 особи. Останнім часом основними заняттям жителів є виноградарство. Розвивається і сфера обслуговування туристів.